# Шурупов, Александр Георгиевич
Александр Георгиевич Шурупов (22 сентября 1919, Москва, РСФСР — 27 апреля 1982, Москва, СССР) — советский военачальник, генерал-полковник (1968), командующий войсками Одесского военного округа (1968—1974). Депутат Верховного Совета СССР 8-го созыва. Член ЦК КПУ (1971—1976).  Участник Великой Отечественной войны.

## Биография
В 1937—1939 годах — токарь завода в городе Москве.
С августа 1939 года — в Красной армии. Участник Великой Отечественной войны с декабря 1941 года. Был курсантом, командиром взвода, начальником штаба батальона, заместителем командира отдельного стрелкового батальона. В начале 1942 года воевал на Крымском фронте. С декабря 1942 года служил командиром 4-го отдельного стрелкового батальона 34-й отдельной стрелковой бригады 11-го гвардейского стрелкового корпуса 9-й армии Северо-Кавказского фронта. Участник битвы за Кавказ. В 1943 году был начальником штаба 1054-го стрелкового полка. В июне 1944 годах назначен командиром 1050-го стрелкового полка, но буквально через несколько дней был тяжело ранен в бою. Из госпиталя вышел только в ноябре. и по состоянию здоровья назначен начальником отделения лагеря военнопленных № 144 (г. Кадиевка). Однако добился возвращения в строй и в марте 1945 года назначен командиром 177-го стрелкового полка 236-й стрелковой дивизии 26-й армии 3-го Украинского фронта. Во главе полка довоевал до Победы. За годы войны был четырежды ранен (28 декабря 1941, 2 марта 1942, 15 сентября 1943, 29 июня 1944).
Член ВКП(б) с 1943 года.
После окончания войны продолжил службу в Вооруженных силах СССР. С августа 1945 года учился в Военной академии РККА имени М. В. Фрунзе, окончил её в 1948 году. С ноября 1948 года — заместитель командира 83-го гвардейского механизированного полка 26-й гвардейской механизированной дивизии, с мая 1950 года — на той же должности в 85-м гвардейском механизированном полку этой дивизии, а с сентября 1951 года — командир 84-го гвардейского механизированного полка этой дивизии. С декабря 1952 года командовал 112-м гвардейским механизированным полком в 35-й гвардейской механизированной дивизии. С октября 1954 года — командир 180-й стрелковой дивизии, с мая 1955 — командир 14-й стрелковой дивизии, с мая 1957 - командир 88-й мотострелковой дивизии и с ноября 1957 по сентябрь 1958 — командир 118-й мотострелковой дивизии.
Окончил Военную академию Генерального штаба ВС СССР в 1960 году. С июля 1960 года служил первым заместителем командующего 1-й отдельной армией. С октября 1963 по апрель 1968 года — командующий 8-й гвардейской общевойсковой армией Группы советских войск в Германии. 
С апреля 1968 по апрель 1974 года — командующий войсками Одесского военного округа.
С мая 1974 года — первый заместитель начальника Военной академии Генерального штаба. С ноября 1981 года работал консультантом Института военной истории Министерства обороны СССР в Москве.
Скончался в 1982 году, похоронен на Ваганьковском  кладбище

## Воинские звания
- Лейтенант (7.10.1940)
- Старший лейтенант (предпол.1942)
- Капитан (2.04.1943)
- Майор (30.08.1943)
- Подполковник (12.09.1944)
- Полковник (27.02.1952)
- генерал-майор (27.08.1957)
- генерал-лейтенант (22.02.1963)
- генерал-полковник (19.02.1968)

## Награды
- орден Красного Знамени
- орден Александра Невского (14.06.1945)
- два ордена Красной Звезды (27.02.1943)
- Ордена
- Медали